# Кривоножко Анатолій Миколайович
Анато́лій Микола́йович Кривоно́жко — український воєначальник, генерал-лейтенант Збройних Сил України, Герой України (2023), Учасник російсько-української війни, що відзначився під час російського вторгнення в Україну в 2022 році. Командувач Повітряних Сил Збройних Сил України (з 03.08.2025).

## Життєпис
Народився  23 липня 1965 року.
З 2006 по 2008 рік проходив військову службу на посаді командира 114 бригади тактичної авіації.
З 2015 — командувач Повітряного командування «Центр» Повітряних Сил Збройних Сил України.
Президент України Володимир Зеленський особисто вручив  орден «Золота Зірка» генерал-лейтенанту Анатолію Кривоножку, якому присвоєно найвище звання — Героя України. Завдяки його вмілому командуванню в межах зони відповідальності знищено понад 1160 повітряних цілей, понад 100 наземних цілей та одну надводну ціль.
З 30 серпня 2024 — тимчасово виконуючий обов'язки командувача, а згодом командувач Повітряних Сил Збройних Сил України.
З 3 серпня 2025 — командувач Повітряних Сил Збройних Сил України.

## Звання
- Полковник
- Генерал-майор (5 грудня 2016)[8]
- Генерал-лейтенант (12 жовтня 2018)[9]

## Нагороди
- Герой України з врученням ордена «Золота Зірка» (24 серпня 2023) — за особисту мужність і героїзм, виявлені у захисті державного суверенітету та територіальної цілісності України, самовіддане служіння Українському народу;
- Орден Богдана Хмельницького II ст. (13 січня 2023) — за особисту мужність і самовіддані дії, виявлені у захисті державного суверенітету та територіальної цілісності України, вірність військовій присязі[10];
- Орден Богдана Хмельницького III ст. (10 червня 2022) — за особисту мужність і самовіддані дії, виявлені у захисті державного суверенітету та територіальної цілісності України, вірність військовій присязі[11];
- Орден Данила Галицького (19 березня 2022) — за особисту мужність і самовіддані дії, виявлені у захисті державного суверенітету та територіальної цілісності України, вірність військовій присязі[12].

## Наукові публікації
- Кривоножко, А.М & Толкаченко, Є.А & Опенько, П. В. (2020). Розробка методу визначення параметрів поступального й обертального руху оптичного джерела реєстрації безпілотного літального апарата. Наука і техніка Повітряних Сил Збройних Сил України. 79-85. 10.30748/nitps.2020.41.09.
- Кривоножко, А.М & Явтушенко, В.О & Самокіш, А.В & Воробйов, Є. С. (2020). Розробка методу комплексної навігації безпілотного літального апарату на основі обробки інформації оптичного потоку в умовах змішаного руху. Системи озброєння і військова техніка. 19-23. 10.30748/soivt.2020.63.03.
- Кривоножко, А.М & Романюк, В.М & Дудко, М.В & Руденко, Д. В. (2020). Метод навігації безпілотного літального апарату при виконанні завдань за призначенням. Збірник наукових праць Харківського національного університету Повітряних Сил. 61-68. 10.30748/zhups.2020.64.09.